# Clérigos Apostólicos de San Jerónimo

Los Clérigos Apostólicos de San Jerónimo fue el nombre de una orden religiosa también denominada como clérigos apostólicos o jesuatos de San Jerónimo.

## Historia
Fue fundada en Italia por Juan Colombino de Siena. Urbano V aprobó este instituto en Viterbo, el año 1367 y el mismo les dio a los que estaban presentes el hábito que debían llevar. No parece que hayan tenido regla fija hasta 1426, en que el beato Juan Tavelli (Juan de Toussignan) les prescribió una semejante a la de San Agustín, y los puso bajo la protección del santo. Recién en 1640 Urbano VIII reformó sus constituciones y les prescribió la regla de San Agustín. Paulo V en 1606 los había puesto en el número de las órdenes mendicantes. Practicaron la pobreza más austera y una vida mortificadísima. Se les dio el nombre de jesuatos porque sus primeros fundadores tenían siempre en la boca el nombre de Jesús. Añadieron a este el de San Jerónimo porque tomaron a este santo por su protector.

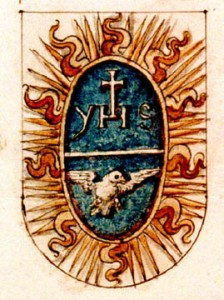
Clérigos Apostólicos de San Jerónimo

Durante más de dos siglos, estos religiosos no han sido más que hermanos legos. En 1606, Paulo V les permitió recibir órdenes. En la mayor parte de sus casas se ocupaban de la farmacia. Otros eran destiladores y vendían aguardiente, lo que hizo que se los llame los PP. del aguardiente. Como se hicieron ricos en el estado de Venecia y se relajaron mucho de su antigua regla, pidió la república su supresión a Clemente IX para emplear sus bienes en los gastos de la guerra de Candía (Creta). Este pontífice lo concedió en 1668.